# Mesqet
Mesqet (também Mesket em outras publicações) é, segundo a mitologia e astronomia egípcia, a região do céu logo acima do horizonte e representa, em oposição a Qenqenet, a área de saída do Tuat.

## Panorama

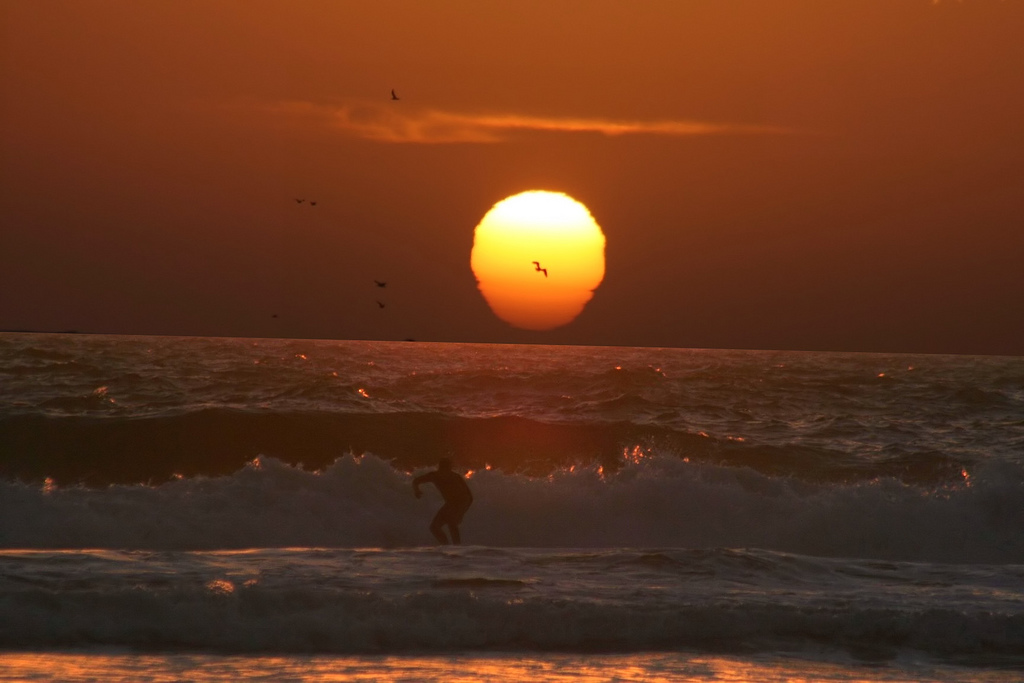
Região de Mesqet: nascer do sol logo acima do horizonte

Mesqet é o lugar onde Rá, Hórus e os decanos se detém logo após nascerem, antes de despontarem completamente sobre o horizonte. Portanto, mitologicamente, Mesqet também é “o lugar após o nascimento, antes da magnitude definitiva ser alcançada”. "Mesqet", termo originariamente usado para o couro de touro em que um falecido era posto, aparece no Livro dos Mortos como a câmara em que o morto renasce ou talvez seja aniquilado, passando a significar também um outro mundo em que o falecido precisa passar para alcançar o Sekhet-Aaru.
A localização de Mesqet foi extensamente debatida entre os egiptólogos, pois em vários textos ela também foi documentada como “nos arredores do céu, no Tuat”. Mesqet tem um papel importante particularmente nos textos das pirâmides. Assim, Kurt Sethe, Arielle Kozloff e Ronald Wells imaginaram que se tratasse da Via Láctea. Tal hipótese foi desconsiderada após análises mais aprofundadas de outros textos, já que as novas evidências referem-se claramente a uma “região fronteiriça entre o céu e as estrelas”. Depois de extensa revisão por parte de Harco Willems, Rolf Krauss e Arno Egberts, a localização de Mesqet passou a ser definida como a mesma do nascer do sol. Após a conclusão da pesquisa sobre o papiro pBM 47.218.50 e da questão de Mesqet-Santuário, ficou claro que as novas hipóteses estão de acordo com as referências contidas no Papiro de Brooklyn, que só menciona explicitamente os pontos cardeais leste e oeste. Finalmente, as revisões do Livro de Nut demonstram que a localização precisa de Mesqet é a região do portão de saída do Tuat, que se encontra logo acima do horizonte.